# Cơm âm phủ
Cơm âm phủ là một món ăn nổi tiếng của thành phố Huế, được một nhà hàng tên là "Âm Phủ" có tuổi thọ hơn 80 năm sáng tạo ra, lâu dần quen miệng nên gọi là cơm âm phủ. Hiện nay, món cơm âm phủ được nhiều nhà hàng quán xá ở nhiều tỉnh thành khác nhau tại Việt Nam phục vụ dẫn đến những sự khác biệt nhỏ trong cách chế biến. Món cơm này được kết hợp bởi nhiều món ăn còn lại trong ngày từ các tiệm cơm. Khi thành phố ngày càng phát triển thì các tiệm cơm như vậy dần biến mất, và hiện nay, chỉ còn một tiệm cơm gia truyền với tên gọi đặc trưng "Quán cơm Âm Phủ", trên đường Nguyễn Thái Học, đối diện sân vận động Huế.

## Công thức
Hai công thức sau chỉ là ví dụ:

### Công thức 1
- 1 chén cơm gạo thơm
- 50 g chả cá
- 50 g thịt mỡ
- 2 cây nem chua lớn
- 1/2 trái dưa leo
- 1/2 muỗng cà phê tỏi ớt băm nhuyễn
- 1 muỗng canh nước mắm
- 1 muỗng cà phê đường
- 1 muỗng cà phê nước cốt trái chanh
- 2 tép tỏi đập dập băm nhỏ
- 1/4 muỗng cà phê tiêu
- 1/2 muỗng cà phê nước tương
- 1 muỗng cà phê dầu.

Cơm nấu khô, xới rời, để nguội. Dưa leo rửa sạch, cắt lát mỏng. Chả lụa cắt hình tam giác. Nem bóc bỏ lá, cắt khoanh tròn. 
Thịt rửa, lau khô, cắt lát vừa ướp tiêu, tỏi, nước tương, dầu, để ngấm gia vị 30 phút, đem nướng vàng trên lửa than. Pha nước mắm với đường, chanh, ớt, tỏi, khuấy đều. 
Múc cơm ra đĩa, xếp dưa leo lên trên, chả, nem, thịt nướng xếp chung quanh, cơm ăn kèm với nước mắm ớt tỏi.

### Công thức 2

#### Nguyên liệu
- Gạo: 1 lon
- Thịt nạc dăm: 0,1 kg
- Chả lụa: 0,1 kg
- Nem chua: 1 cây
- Trứng vịt: 1 trái
- Dưa leo: 1 trái
- Tôm tươi: 0,1 kg
- Rau thơm: 0,1 kg
- Thịt ba rọi: 0,1 kg
- Sả bằm: 0,05 kg
- Gia vị: hành + tỏi + nước mắm + nước màu + ớt

#### Cách làm
- Gạo hấp chín
- Trứng tráng mỏng cuộn tròn cắt chỉ
- Tôm luộc chín, bóc vỏ, giã rồi sấy khô
- Chả lụa cắt sợi
- Dưa leo thái khoanh tròn mỏng, bóp muối, vắt
- Thịt ba rọi luộc, cắt sợi
- Thịt nạc dăm thái mỏng, bản hơi lớn
- Ướp vào thịt nặc dăm: 1 muỗng nước mắm, 2 muỗng đường vàng, 1 muỗng bột ngọt, 2 muỗng xả bằm, 1 muỗng nước màu, 2,5 muỗng dấu ăn, 1 muỗng xì dầu, 2 muỗng mè, một ít muối rồi đem nướng.
- Dưa leo sau khi đã vắt ráo thì ướp muối, đường, bột ngọt, tiêu, tỏi phi, nước cốt chanh rồi trộn đều để dưa leo thấm gia vị.